# Superposición tiempo temperatura

Dependencia con la temperatura del módulo de relajación elástico de un material viscoelastico. Donde t es el tiempo, G es el módulo, t T_{0} < T_{1} < T_{2}.

Dependencia con la temperatura del módulo elástico de un material viscoelastico sujeto a una excitación periódica. La frecuencia es ω, G' es el módulo elástico y T_{0} < T_{1} < T_{2}.

El principio de superposición de tiempo temperatura es un concepto en la física de polímeros y en la física de los líquidos formadores de vidrio. Este principio de superposición se utiliza para determinar las propiedades mecánicas dependientes de la temperatura de materiales viscoelásticos lineales a partir de propiedades conocidas a una temperatura de referencia. Los módulos elásticos de los polímeros amorfos típicos aumentan con la velocidad de carga, pero disminuyen cuando aumenta la temperatura. Las curvas del módulo instantáneo en función del tiempo no cambian de forma a medida que cambia la temperatura, sino que solo parecen desplazarse hacia la izquierda o hacia la derecha. Esto implica que una curva maestra a una temperatura determinada puede usarse como referencia para predecir curvas a varias temperaturas aplicando una operación de cambio. El principio de superposición tiempo temperatura de la viscoelasticidad lineal se basa en la observación anterior.

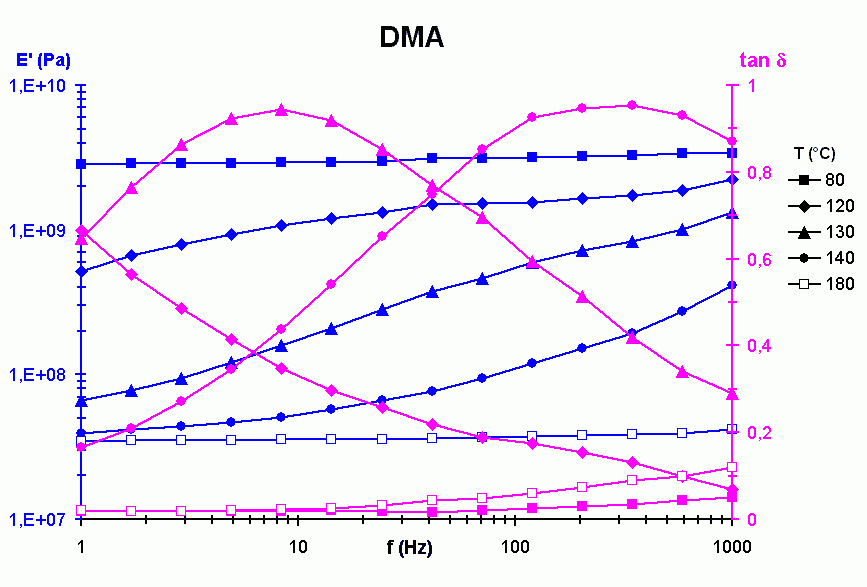
Módulos medidos utilizando un analizador de módulo viscoelástico dinámico. Las gráficas muestran la variación del módulo de elasticidad E' (f, T) y el factor de pérdida, tan δ(f, T), donde δ es el ángulo de fase en función de la frecuencia f y la temperatura T.

La aplicación del principio generalmente implica los siguientes pasos:
- determinación experimental de curvas dependientes de la frecuencia de propiedades mecánicas viscoelásticas isotérmicas a varias temperaturas y para un pequeño rango de frecuencias.
- cálculo de un factor de traducción para correlacionar estas propiedades para el rango de temperatura y frecuencia
- determinación experimental de una curva maestra que muestra el efecto de la frecuencia para una amplia gama de frecuencias.
- aplicación del factor de traslación para determinar los módulos dependientes de la temperatura en todo el rango de frecuencias en la curva maestra.

El factor de traducción a menudo se calcula utilizando una relación empírica establecida por primera vez por Malcolm L. Williams, Robert F. Landel y John D. Ferry (también llamado modelo de Williams-Landel-Ferry o WLF). También se utiliza un modelo alternativo sugerido por Arrhenius. El modelo WLF está relacionado con el movimiento macroscópico del material a granel, mientras que el modelo de Arrhenius considera el movimiento local de las cadenas de polímero.
Algunos materiales, los polímeros en particular, muestran una fuerte dependencia de las propiedades viscoelásticas con la temperatura a la que se miden. Si se traza el módulo elástico de un polímero reticulado no cristalizante frente a la temperatura a la que lo midió, se obtiene una curva que se puede dividir en distintas regiones de comportamiento físico. A temperaturas muy bajas, el polímero se comporta como un vidrio y exhibe un módulo alto. A medida que aumenta la temperatura, el polímero experimenta una transición de un estado "vítreo" duro a un estado "gomoso" blando en el que el módulo puede ser varios órdenes de magnitud más bajo que en el estado vítreo. La transición del comportamiento vítreo al gomoso es continua y la zona de transición a menudo se denomina zona coriácea. La temperatura de inicio de la zona de transición, que pasa de vidriosa a gomosa, se conoce como temperatura de transición vítrea, o Tg.
En la década de 1940, Andrews y Tobolsky demostraron que existía una relación simple entre la temperatura y el tiempo para la respuesta mecánica de un polímero. Las mediciones de módulo se realizan estirando o comprimiendo una muestra a una velocidad de deformación prescrita. Para los polímeros, cambiar la velocidad de deformación provocará que la curva descrita anteriormente se desplace a lo largo del eje de temperatura. El aumento de la tasa de deformación desplazará la curva a temperaturas más altas, de modo que la transición de un estado vítreo a uno gomoso ocurrirá a temperaturas más altas.
Se ha demostrado experimentalmente que el módulo elástico (E) de un polímero está influido por la carga y el tiempo de respuesta. La superposición tiempo temperatura implica que la función de tiempo de respuesta del módulo elástico a una determinada temperatura se asemeja a la forma de las mismas funciones de temperaturas adyacentes. Curvas de E vs. log (tiempo de respuesta) a una temperatura puede cambiarse para superponerse con curvas adyacentes, siempre que los conjuntos de datos no sufran efectos de envejecimiento durante el tiempo de prueba.

## Principio físico
Si un cuerpo viscoelástico está sujeto a una carga dinámica, si la frecuencia de excitación es lo suficientemente baja, el comportamiento viscoso es primordial y todas las cadenas de polímero tienen tiempo para responder a la carga aplicada dentro de un período de tiempo. Por el contrario, a frecuencias más altas, las cadenas no tienen tiempo para responder completamente y la viscosidad artificial resultante da como resultado un aumento en el módulo macroscópico. Además, a frecuencia constante, un aumento de temperatura da como resultado una reducción del módulo debido a un aumento en el volumen libre y el movimiento de la cadena.
La superposición tiempo temperatura es un procedimiento que se ha vuelto importante en el campo de los polímeros para observar la dependencia de la temperatura del cambio de viscosidad de un fluido polimérico. La reología o la viscosidad a menudo pueden ser un fuerte indicador de la estructura molecular y la movilidad molecular. La superposición tiempo temperatura evita la ineficacia de medir el comportamiento de un polímero durante largos períodos de tiempo a una temperatura específica al utilizar el hecho de que a temperaturas más altas y en un tiempo más corto el polímero se comportará de la misma manera, siempre que no haya transiciones de fase.

## Superposición de tiempo-temperatura

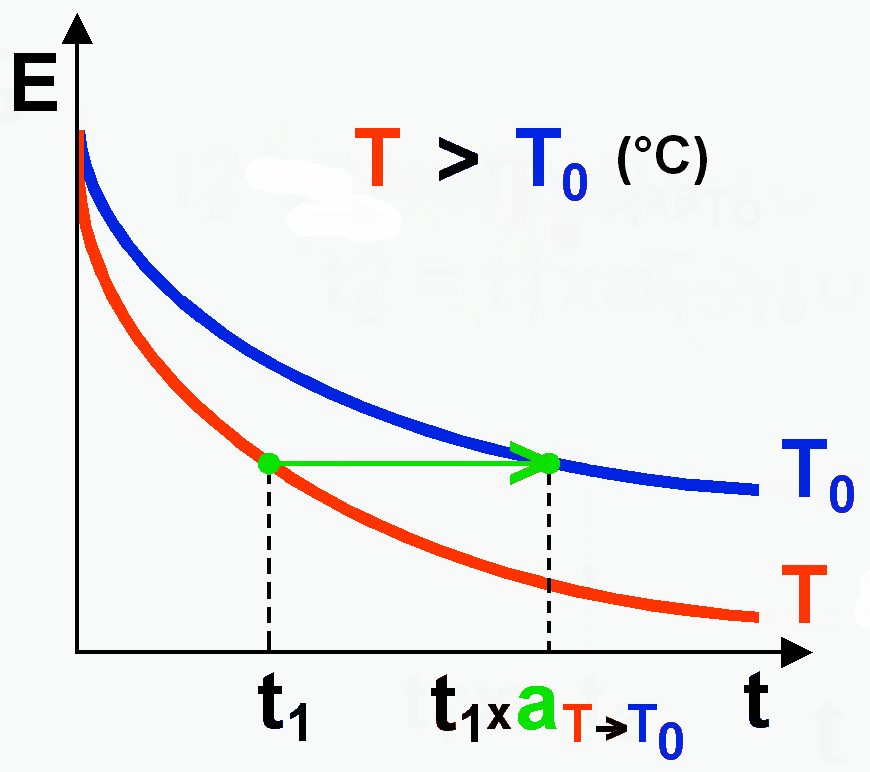
Esquema de la evolución del módulo instantáneo E (t, T) en una prueba de relajación estática. t es el tiempo y T es la temperatura.

Sea el módulo de relajación E a dos temperaturas T y T0 tales que T > T0. Con un esfuerzo constante, el estrés se relaja más rápidamente a una temperatura más alta. El principio de superposición de tiempo-temperatura establece que el cambio de temperatura de T a T0 es equivalente a multiplicar la escala de tiempo por un factor constante aT que es solo una función de las dos temperaturas T y T0. En otras palabras,
{\displaystyle E(t,T)=E({\frac {t}{a_{\rm {T}}}},T_{0})\,.}
La cantidad aT se llama factor de traslación horizontal o factor de desplazamiento y tiene las propiedades: 
{\displaystyle {\begin{aligned}&T>T_{0}\quad \implies \quad a_{\rm {T}}<1\\&T<T_{0}\quad \implies \quad a_{\rm {T}}>1\\&T=T_{0}\quad \implies \quad a_{\rm {T}}=1\,.\end{aligned}}}
El principio de superposición para módulos dinámicos complejos (G* = G'  + i G'' ) a una frecuencia fija ω se obtiene de manera similar:
{\displaystyle {\begin{aligned}G'(\omega ,T)&=G'\left(a_{\rm {T}}\,\omega ,T_{0}\right)\\G''(\omega ,T)&=G''\left(a_{\rm {T}}\,\omega ,T_{0}\right).\end{aligned}}}
Una disminución de la temperatura aumenta las características de tiempo mientras que las características de frecuencia disminuyen.

## Relación entre el factor de desplazamiento y las viscosidades intrínsecas
Para un polímero en solución o estado "fundido", se puede utilizar la siguiente relación para determinar el factor de desplazamiento:
{\displaystyle a_{\rm {T}}={\frac {\eta _{\rm {T}}}{\eta _{\rm {T0}}}}}
donde ηT0 es la viscosidad (no newtoniana) durante el flujo continuo a la temperatura T0 y ηT es la viscosidad a la temperatura T.
El factor de cambio de tiempo-temperatura también se puede describir en términos de la energía de activación (Ea). Al graficar el factor de desplazamiento aT versus the recíproco de la temperatura (en K), la pendiente de la curva se puede interpretar como Ea/k, donde k es la constante de Boltzmann = 8.64x10−5 eV/K y la energía de activación se expresa en términos de eV.

## Factor de cambio utilizando el modelo Williams-Landel-Ferry (WLF)

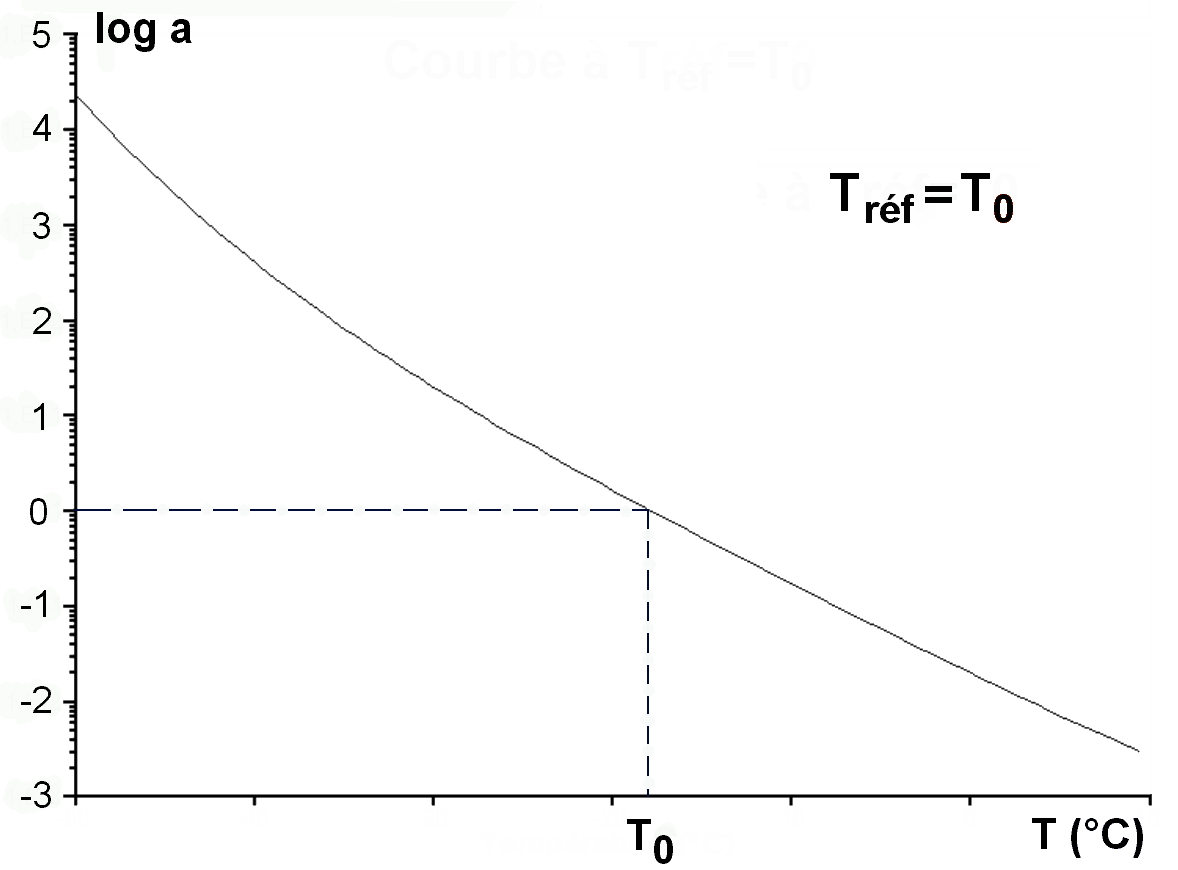
Curva de la variación de a_{T} en función de T para una temperatura de referencia T_{0}.

La relación empírica de Williams-Landel-Ferry, combinada con el principio de superposición tiempo-temperatura, puede explicar las variaciones en la viscosidad intrínseca η0 de los polímeros amorfos en función de la temperatura, para temperaturas cercanas a la temperatura de transición vítrea Tg. El modelo WLF también expresa el cambio con la temperatura del factor de cambio.
Williams, Landel y Ferry propusieron la siguiente relación para aT en términos de (T-T0) :
{\displaystyle \log a_{\rm {T}}=-{\frac {C_{1}(T-T_{0})}{C_{2}+(T-T_{0})}}}
donde {\displaystyle \log } es el logaritmo decádico y C1 y C2 son constantes positivas que dependen del material y la temperatura de referencia. Esta relación se mantiene solo en el rango de temperatura aproximado [Tg, Tg + 100 °C]. Para determinar las constantes, se calcula el factor aT para cada componente M'  y M del módulo complejo medido M*. Una buena correlación entre los dos factores de desplazamiento da los valores de los coeficientes C1 y C2 que caracterizan al material.
Si T0 = Tg:
{\displaystyle \log a_{\rm {T}}=-{\frac {C_{1}^{g}(T-T_{g})}{C_{2}^{g}+(T-T_{g})}}=\log \left({\frac {\eta _{\rm {T}}}{\eta _{T_{g}}}}\right)}
donde Cg1 y Cg2 son los coeficientes del modelo WLF cuando la temperatura de referencia es la temperatura de transición vítrea.
Los coeficientes C1 y C2 dependen de la temperatura de referencia. Si la temperatura de referencia se cambia de T0 a T'0, los nuevos coeficientes vienen dados por
{\displaystyle C'_{1}={\frac {C_{1}\,C_{2}}{C_{2}+(T'_{0}-T_{0})}}\qquad {\rm {y}}\qquad C'_{2}=C_{2}+(T'_{0}-T_{0})\,.}
En particular, para transformar las constantes de las obtenidas a la temperatura de transición vítrea a una temperatura de referencia T0, 
{\displaystyle C_{1}^{0}={\frac {C_{1}^{g}\,C_{2}^{g}}{C_{2}^{g}+(T_{0}-T_{g})}}\qquad {\rm {y}}\qquad C_{2}^{0}=C_{2}^{g}+(T_{0}-T_{g})\,.}
Estos mismos autores han propuesto que las "constantes universales" Cg1 y Cg2 para un sistema polimérico dado se recojan en una tabla. Estas constantes son aproximadamente las mismas para una gran cantidad de polímeros y se pueden escribir Cg1 ≈ 15 y Cg2 ≈ 50 K. Los valores observados experimentalmente se desvían de los valores de la tabla. Estos órdenes de magnitud son útiles y son un buen indicador de la calidad de una relación que se ha calculado a partir de datos experimentales.

## Construcción de curvas maestras

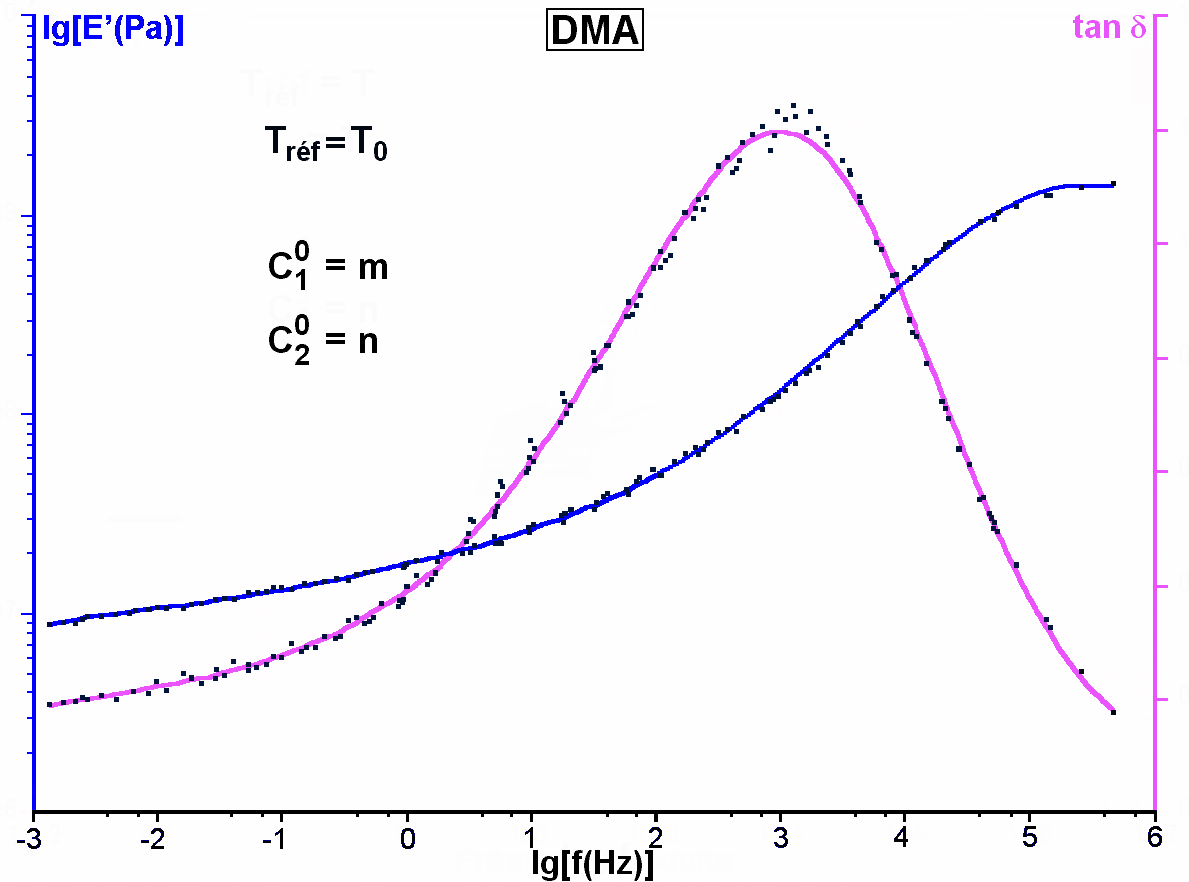
Curvas maestras para el módulo instantáneo E' y el factor de pérdida tanδ en función de la frecuencia. Los datos se han ajustado a un polinomio de grado 7.

El principio de superposición de tiempo-temperatura requiere la suposición de un comportamiento termorreológicamente simple (todas las curvas tienen la misma ley de variación de tiempo característica con la temperatura). A partir de una ventana espectral inicial [ω1, ω2] y una serie de isotermas en esta ventana, podemos calcular las curvas maestras de un material que se extiende sobre un rango de frecuencia más amplio. Se toma una temperatura arbitraria T0 como referencia para establecer la escala de frecuencia (la curva a esa temperatura no sufre ningún cambio).
En el rango de frecuencia [ω1, ω2], si la temperatura aumenta desde T0, el módulo complejo E' (ω) disminuye. Esto equivale a explorar una parte de la curva maestra correspondiente a frecuencias inferiores a ω1 mientras mantiene la temperatura en T0. Por el contrario, bajar la temperatura corresponde a la exploración de la parte de la curva correspondiente a las altas frecuencias. Para una temperatura de referencia T0, los cambios de las curvas de módulo tienen el log de amplitud (aT). En el área de la transición vítrea, aT se describe mediante una función homogénea de la temperatura.
El comportamiento viscoelástico está bien modelado y permite la extrapolación más allá del campo de frecuencias experimentales que típicamente varía de 0.01 a 100 Hz.

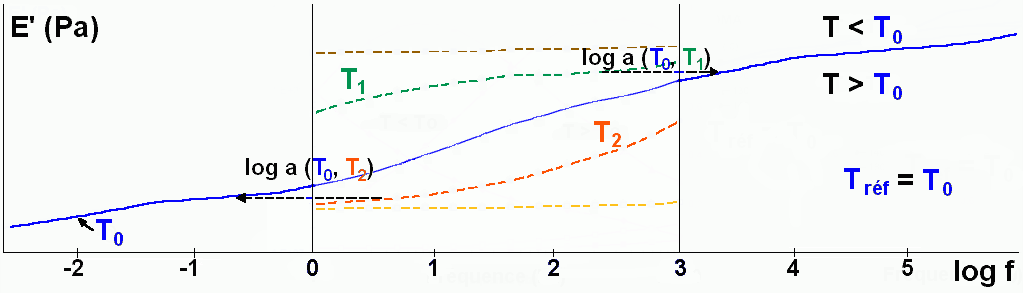
Principio de construcción de una curva maestra para E' para una temperatura de referencia T_{0}. f=ω es la frecuencia. El factor de desplazamiento se calcula a partir de datos en el rango de frecuencia 'ω_{1} = 1 Hz y ω_{2} = 1000 Hz.

## Factor de desplazamiento usando la ley de Arrhenius
El factor de desplazamiento (que depende de la naturaleza de la transición) se puede definir, debajo de Tg, usando una ley de Arrhenius:
{\displaystyle \log(a_{\rm {T}})=-{\frac {E_{a}}{2.303R}}\left({\frac {1}{T}}-{\frac {1}{T_{0}}}\right)}
donde Ea es la energía de activación, R es la constante universal del gas, y T0 es una temperatura de referencia en kelvin. Esta ley de Arrhenius, bajo esta temperatura de transición vítrea, se aplica a las transiciones secundarias (relajación) llamadas transiciones β.

## Limitaciones
Para que se aplique el principio de superposición, la muestra debe ser homogénea, isotrópica y amorfa. El material debe ser viscoelástico lineal bajo las deformaciones de interés, es decir, la deformación debe expresarse como una función lineal de la tensión aplicando deformaciones muy pequeñas, por ejemplo 0.01%.
Para aplicar la relación WLF, dicha muestra debe buscarse en el rango de temperatura aproximado [Tg, Tg + 100 °C], donde se observan transiciones α (relajación). El estudio para determinar aT y los coeficientes C1 y C2 requiere extensas pruebas dinámicas en una serie de frecuencias de exploración y temperatura, lo que representa al menos un centenar de puntos de medición.

## Superposición de plastificación de tiempo-temperatura
En 2019, el principio de superposición de tiempo-temperatura se amplió para incluir el efecto de plastificación. El principio extendido, denominado principio de superposición de plastificación de tiempo-temperatura (PSPTT), fue descrito por Krauklis et al. Usando este principio, Krauklis et al. obtuvo una curva maestra para la deformación por fluencia de un epoxi a base de aminas seco y plastificado (saturado con agua).
La metodología ampliada permite la predicción del comportamiento viscoelástico a largo plazo de polímeros amorfos plastificados a temperaturas por debajo de las temperaturas de transición vítrea Tg basándose en los datos experimentales de fluencia a corto plazo del material seco respectivo y la diferencia entre los valores de Tg del polímero seco y plastificado. Además, la Tg del epoxi plastificado se puede predecir con una precisión razonable utilizando la Tg del material seco (Tg seco) y el factor de desplazamiento debido a la plastificación (log aseco-a-plástico).